# Праздник подснежников
«Праздник подснежников» (чеш. Slavnosti sněženek) — кинокомедия 1983 года чешского режиссёра Иржи Менцеля, рассказывающая о жизни чешской деревни. Экранизация рассказов из книги Богумила Грабала «Праздники подснежников» 1978 года.

## Сюжет
Фильм портретирует жителей маленького поселения Керско. Одни люди там совершенно сумасшедшие, а другие совсем нормальные, например мужчина покупающий в оптовых количествах всё что переоценёно (потому что дефектное). На периферии привычно и весело, даже когда спички взрываются в брюках. Пиво и хорошая еда — это радости маленького общества: «Если человек напьётся, то и здесь Килиманджаро», как говорит один из героев фильма.
Представленное поселение действительно существует. Богумил Грабал некоторое время жил на даче в Керско в районе Нимбурк и он описал эту местность в своей книге, по которой сняли фильм.

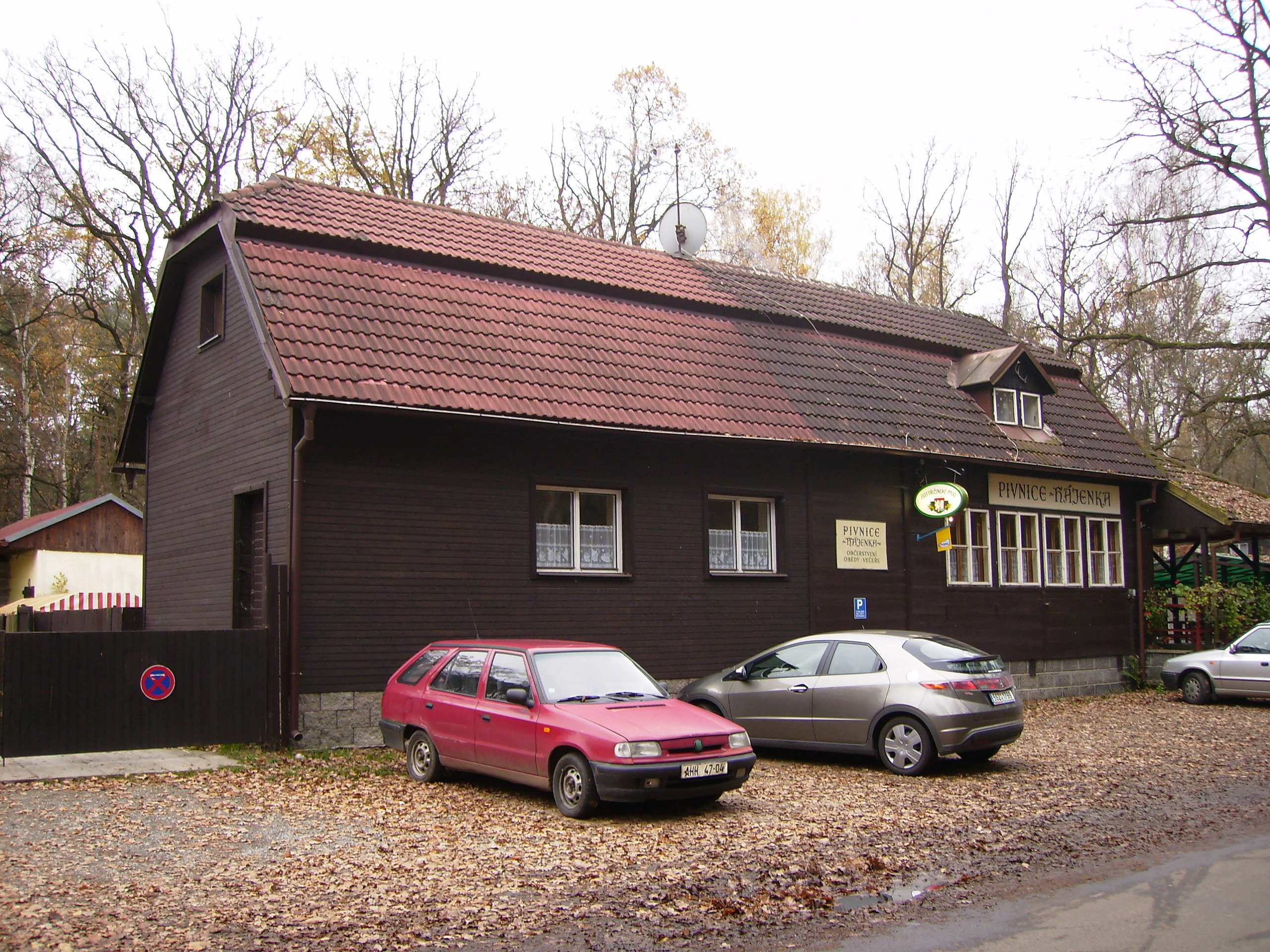
Известная из фильма корчма «Hájenka» в Керско ещё существует в настоящее время.

## В ролях
- Рудольф Грушинский — Франц,
- Яромир Ганзлик — Лели,
- Йозеф Сомр — Выхналек,
- Петр Чепек — мясник,
- Милослав Штибих — Йелинек,
- Петр Брукнер — тракторист,
- Рудольф Грушинский (младший) — полузащитник тракториста,
- Евжен Егоров — аптекарь,
- Либуше Шафранкова — учительница,
- Блажена Голишова — жена Франца,
- Бланка Лорманова — дочь Франца,
- Иржи Шмицер — корчмарь,
- Зденек Сверак — водитель «Трабанта»,
- Йиржи Крейчик — Карел,
- Богумил Грабал — камео.